# Camputers Lynx

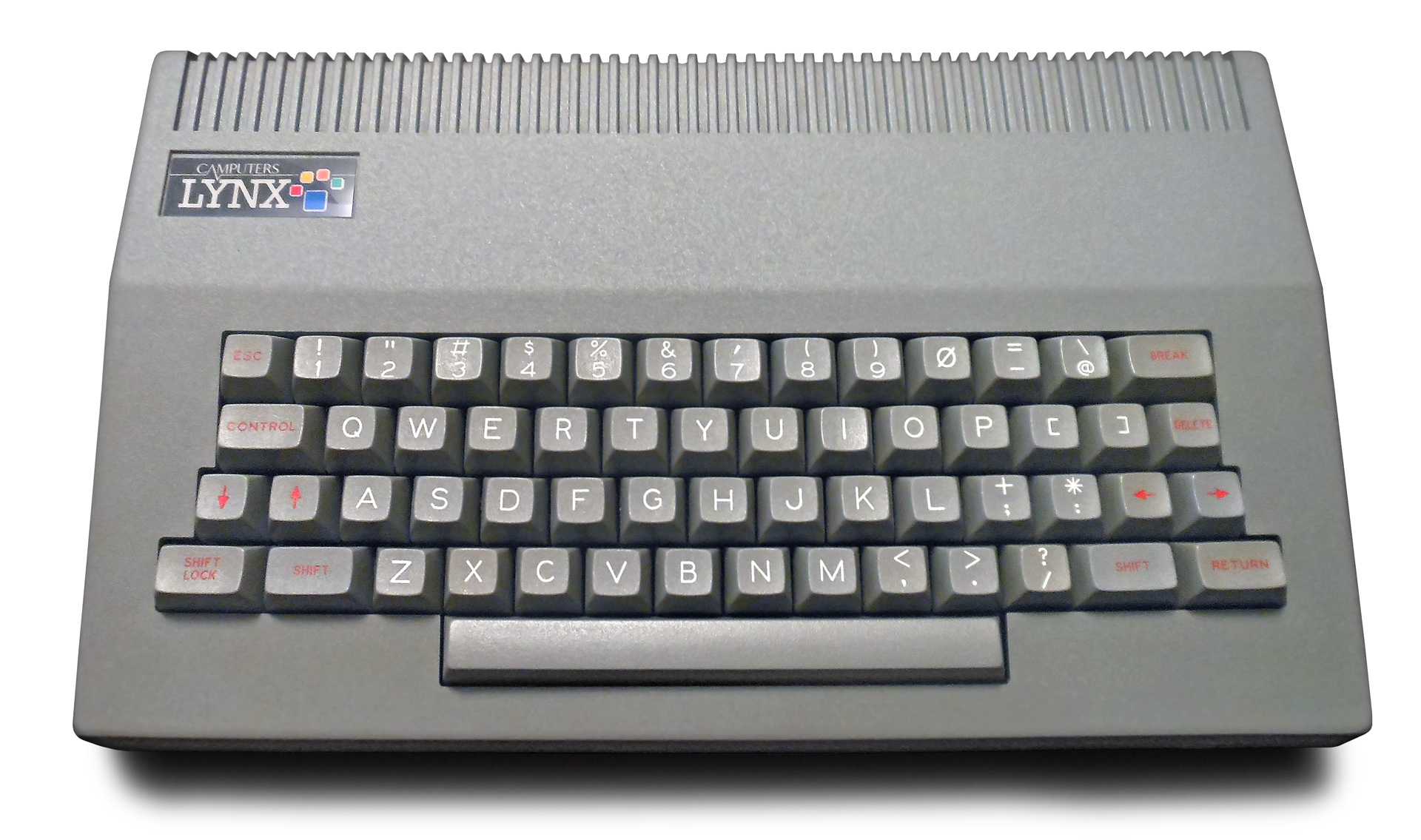
Camputers Lynx 48k senza periferiche

Il Lynx o per esteso Camputers Lynx è un home computer a 8 bit prodotto nel 1983-1984 dall'azienda britannica Camputers di Cambridge.
A suo tempo aveva un interessante potenziale grafico ed era dotato di una delle migliori tastiere sul mercato. Rispetto ai suoi principali concorrenti britannici, ZX Spectrum e Oric, è più grosso e pesante, ma è un po' più piccolo dei concorrenti statunitensi della Commodore e dell'Atari.
Il suo processore è lo Zilog Z80A a 4 MHz. Il modello minimo possiede 48 kB di RAM, espandibili fino a 192 kB, quantità ragguardevole all'epoca. La ROM è di 16 kB e ospita una propria versione del linguaggio BASIC integrato. La grafica è a otto colori, in modalità testo a 40x24 caratteri o ad alta risoluzione a 256x248 pixel.
Il primo progetto del Lynx fu concepito dal trentacinquenne John Shirreff, laureato a Cambridge e allora attivo come ingegnere del suono e musicista.